# Uritaia
Uritaia is een geslacht van sponsdieren uit de klasse van de Demospongiae (gewone sponzen).

## Soort
- Uritaia halichondroides Burton, 1932